# Алый знак воина
Алый знак воина (англ. Warrior Scarlet) — историческая повесть английской писательницы Розмэри Сатклиф для детей и юношества о жизни кельтского мальчика бронзового века Дрэма, его взрослении и возмужании.

## Сюжет
Возвращаясь с прогулки, девятилетний Дрэм случайно услышал разговор матери и деда о том, что из-за парализованной от рождения правой руки он никогда не станет воином и полноценным членом племени. От обиды мальчишка убежал в ночной лес, где наутро встретил Тэлори-охотника, так же, как и Дрэм, однорукого (правда, у Тэлори покалечена левая рука, и случилось это в бою, когда он был уже взрослым). Узнав причину побега, он пообещал пареньку замолвить за него слово на Празднике Новых Копий через семь лет.
На следующий год, когда собака Тэлори ощенилась, Тэлори предложил одного щенка из помёта Дрэму в обмен на дичь, убитую копьём. Тот с успехом выполнил задание, получил щенка Белошея, но нажил недруга в лице сверстника Луги, отцу которого Морвуду Тэлори отказался отдать щенка за более щедрую плату.
Пришло время, и Дрэм отправился в Школу Юношей для обучения воинскому и охотничьему искусству, где подружился с сыном вождя племени Вортриксом. В это время Царь «ушёл на Закат», на тризне произошла ссора вождей Дамнорикса и Брэгона, и для их примирения были устроены собачьи бои. В одной из пар соперников выбор пал на Белошея. Зная, что его пёс охотник, а не боец, Дрэм предложил заменить эту пару на себя и кого-либо из Новых Копий племени Брэгона (ведь они зовутся «собаками своих вождей» и, значит, имеют право участвовать). Бой едва не закончился победой Дрэма, но новый Царь, во избежание межплеменной войны, остановил сражение.
Шли годы, настало время Волчьей Охоты — экзамена на право занять место в ряду воинов. Из-за жеребьёвки Дрэму пришлось идти на неё в период, когда земля ещё не просохла от растаявшего снега. Поэтому охота прошла неудачно: волк едва не загрыз парня, и лишь вмешательство Вортрикса спасло его от гибели. Поскольку волк не был убит, то Дрэм с Белошеем ушёл из племени к детям Тах-Ну — пастухам-овцеводам, с которыми с детства дружил.
Овец перегнали на зимние пастбища, пришла пора Волчьего Дозора, когда воины племени Дамнорикса помогали детям Тах-Ну охранять стада. Одна из овец, которая вот-вот должна ягниться, отбилась от отары, Долай, старейшина Пастушьего Народа, отправился её искать и сам пропал. На их поиски, не дожидаясь бывших соплеменников, двинулись Дрэм с Белошеем. Выяснилось, что Долай нашёл беглянку, но упал, и при падении потерял сознание. Белошей был отправлен в деревню за помощью, а Дрэм остался сторожить, поскольку на запах начали стягиваться волки. В бою с ними парень убил вожака и едва не погиб от остальной стаи, если бы его опять не спас подоспевший Вортрикс.
Очнулся он через несколько дней в своей родной хижине. Родичи и друзья принесли ему весть, что по шрамам на шкуре в убитом вожаке опознали того самого недобитого на Волчьей Охоте волка. По этой причине Совет племени, при вмешательстве Тэлори, постановил, что Дрэм имеет право, пусть и с опозданием, получить алую повязку воина и занять своё место среди Новых Копий.
Попутно повествуется о его чувствах к Блай — подкидышу, воспитанной в его доме.

## Публикации
- Журнал «Искорка», 1988 г. № 1-5, 7[2]
- В книге Сатклиф Р. «Алый знак воина»: Повести. — СПб.: Северо-Запад, 1993 г. — 510 с. ISBN 5-8352-0116-8